# Codex Atanicus
Codex Atanicus é uma trilogia composta por curta-metragens produzidos entre 1995 e 1999, escritos e produzidos por Carlos Atanes e lançados em DVD em 2007.

## Enredo
Depois de uma breve introdução de Arantxa Peña, são mostradas três histórias:
- Metaminds & Metabodes (1995), um relato a respeito do encontro entre um bêbado e um súcubo;
- Morfing (1996), uma grotesca viagem através de esgotos de cinemas independentes;
- Welcome to Spain (1999), a luta sangrenta de algumas pessoas para poder subir uma escada.

## História
Antes de seus filmes FAQ: Frequently Asked Questions e Proxima, Carlos Atanes dirigiu vários curtas-metragens que conseguiram no final dos anos 90 um reconhecimento marginal no circuito underground espanhol. As três peças mais destacáveis fazem parte do Codex Atanicus. A crítica americana tem recebido a antologia com entusiasmo, reconhecendo-a como um futuro faz de culto, comparando a Atanes com autores tão significativos como David Lynch, Luis Buñuel, David Cronenberg, John Waters, Fernando Arrabal or Kenneth Anger.